# سیستم دفاع موشکی ناتو

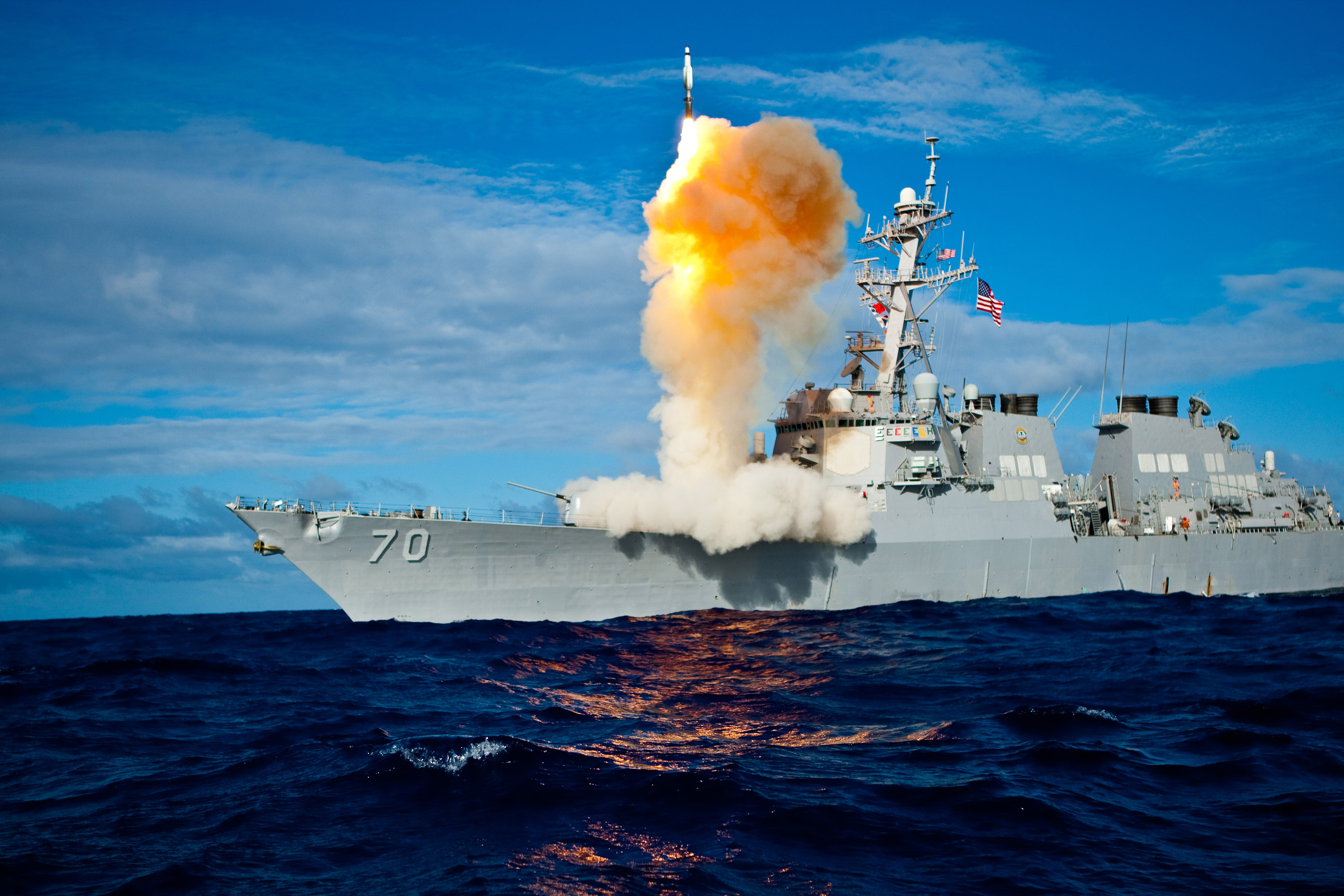
باراک اوباما، رئیس جمهور ایالات متحده آمریکا، با استفاده از سپر دفاع موشکی بالستیک (از جمله پرتابکننده‌های کشتی) در سال ۲۰۰۹، جایگزینی یک سیستم دفاعی میان‌برد زمینی برنامه‌ریزی شده در لهستان و جمهوری چک را پیشنهاد داد.

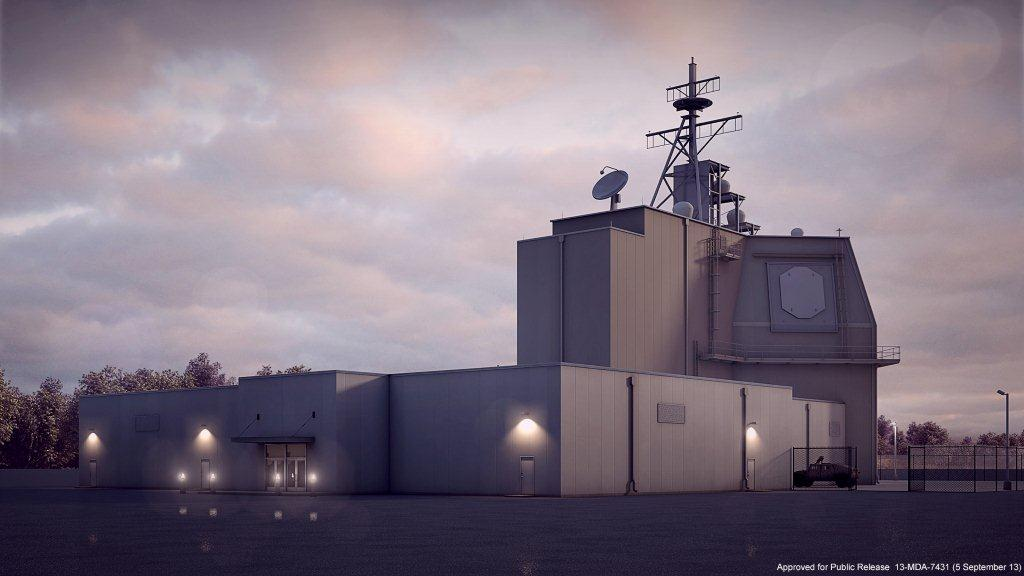
مجتمع دفاع موشکی، سایت پرتاب موشک ضد موشک نیروی دریایی ایالات متحده در رومانی، از سال ۲۰۱۵ جز سیستم دفاع ضد موشکی ناتو بوده است.

سیستم دفاع موشکی ناتو (NATO missile defence system) یک سیستم دفاع موشکی است که توسط سازمان پیمان آتلانتیک شمالی (ناتو) در چندین کشور عضو و اطراف دریای مدیترانه در حال ساخت است. برنامه‌ها برای این سیستم از زمان مطالعه در سال ۲۰۰۲ چندین‌بار، از جمله در پاسخ به مخالفت روسیه تغییر کرده است.

## زمینه
مطالعه امکان سنجی دفاع موشکی پس از اجلاس ۲۰۰۲ پراگ آغاز شد. آژانس مشاوره، فرماندهی و کنترل ناتو (NC3A) و کنفرانس مدیران ملی تسلیحات ناتو (CNAD) نیز در مذاکرات شرکت داشتند. این مطالعه به این نتیجه رسید که دفاع موشکی از نظر فنی امکان پذیر است و مبنای فنی برای ادامه بحث‌های سیاسی و نظامی در مورد مطلوب بودن سیستم دفاع موشکی ناتو را فراهم می‌کند. ایالات متحده در طول دوره با لهستان و جمهوری چک مذاکره کرد، چندین سال پس از استقرار موشک‌های رهگیر و سیستم ردیابی رادار در این دو کشور. دولت‌های هر دو کشور اظهار داشتند که اجازه استقرار این سامانه را می‌دهند.
در آوریل ۲۰۰۷ متحدان اروپایی ناتو خواستار یک سیستم دفاع موشکی ناتو شدند که مکمل سیستم دفاع موشکی ملی آمریکا برای محافظت از اروپا در برابر حملات موشکی باشد و شورای تصمیم‌گیری آتلانتیک شمالی ناتو در اولین جلسه در مورد موضوع دفاع در مورد دفاع موشکی در سطوح عالی رایزنی کرد. در پاسخ، ولادیمیر پوتین، نخست‌وزیر روسیه تاکید کرد که چنین اقدامی می‌تواند منجر به یک مسابقه تسلیحاتی جدید شود و احتمال تخریب متقابل را افزایش دهد. وی همچنین پیشنهاد کرد که کشورش مطابقت خود را با معاهده ۱۹۹۰ در مورد نیروهای مسلح متعارف در اروپا (CFE) - که استقرار نظامی در سراسر قاره را محدود می کند - تا زمانی که همه کشورهای ناتو پیمان سازگار CFE را تصویب نکنند، تعلیق کند. دبیرکل ناتو، یاپ دو هوپ شفر ادعا کرد که این سیستم تاثیری در تعادل استراتژیک نخواهد داشت و روسیه را تهدید نمی‌کند، زیرا این طرح قرار است فقط ده موشک رهگیر را در لهستان با یک رادار مرتبط در جمهوری چک مستقر کند.
در ۱۴ ژوئیه ۲۰۰۷، روسیه قصد خود را برای تعلیق پیمان CFE اعلام کرد که ۱۵۰ روز بعد لازم‌الاجرا است. در ۱۴ اوت ۲۰۰۸، ایالات متحده و لهستان توافق کردند که یک پایگاه با ۱۰ موشک رهگیر با سیستم های دفاع هوایی پاتریوت مرتبط در لهستان مستقر کنند. این در شرایطی رخ داد که تنش بین روسیه و ناتو زیاد بود و در صورت پیشبرد ساخت دفاع موشکی، روسیه را به تهدید هسته‌ای علیه لهستان وادار می‌کرد. در ۲۰ اوت ۲۰۰۸ ایالات متحده و لهستان توافق نامه را امضا کردند، در حالی که روسیه به نروژ خبر داد که روابط خود را با ناتو متوقف می‌کند.
در طول اجلاس بخارست ۲۰۰۸، این اتحاد (ناتو) بیشتر در مورد جزئیات فنی و همچنین پیامدهای سیاسی و نظامی عناصر پیشنهادی سیستم دفاع موشکی ایالات متحده در اروپا بحث و تبادل نظر کرد. رهبران متفقین تشخیص دادند که استقرار برنامه‌ریزی شده سیستم‌های دفاع موشکی ایالات متحده مستقر در اروپا به محافظت از بسیاری از متفقین کمک می‌کند، و توافق کردند که این توانایی باید بخشی جدایی‌ناپذیر از هرگونه ساختار دفاع موشکی آینده ناتو باشد. در اوت ۲۰۰۸، لهستان و ایالات متحده توافق نامه اولیه‌ای را برای قرار دادن بخشی از سپر دفاع موشکی در لهستان امضا کردند که به رادار دفاع هوایی در جمهوری چک متصل می‌شود. بیش از ۱۳۰٬۰۰۰ شهروند جمهوری چک دادخواستی برای همه‌پرسی در خصوص این پایگاه امضا کردند.
در ۲۰ مارس ۲۰۱۵ سفیر روسیه در دانمارک نامه‌ای به سردبیر یولاندز-پستن نوشت و به دانمارکی‌ها هشدار داد که مشارکت آنها در این برنامه، کشتی‌های جنگی آنها را به اهدافی برای موشک‌های هسته‌ای روسیه تبدیل می‌کند. وزیر سابق امورخارجه دانمارک، هولگر نیلسن اظهار داشت که در صورت جنگ، کشتی‌های جنگی دانمارک در هر صورت هدف قرار خواهند گرفت.